# Pseudodistoma pulvinum
Pseudodistoma pulvinum är en sjöpungsart som beskrevs av Kott 1992. Pseudodistoma pulvinum ingår i släktet Pseudodistoma och familjen Pseudodistomidae. Inga underarter finns listade i Catalogue of Life.